# Lista akimów obwodów Kazachstanu
Akimowie obwodów Kazachstanu – wykaz akimów Republiki Kazachstanu zajmujących te stanowiska od drugiej połowy 1991 roku, gdy rozpoczęto likwidację komitetów wykonawczych i tworzenie administracji regionalnej. Przed przyjęciem konstytucji w 1995 roku stanowisko akimów zajmowali szefowie administracji miejskiej, obecnie ta funkcja występuje jedynie w Bajkonurze.

## Aktualnie istniejące obwody

### Obwód akmolski
| Akim                 | Lata sprawowania urzędu             |
| -------------------- | ----------------------------------- |
| Andriej Braun        | 1 września 1986 – lipiec 1997       |
| Żänybek Kärybżanow   | lipiec 1997 – grudzień 1997         |
| Władimir Gartman     | grudzień 1997 – wrzesień 1998       |
| Siergiej Kułagin     | wrzesień 1998 – marzec 2004         |
| Mäżyt Jesenbajew     | marzec 2004 – styczeń 2008          |
| Albert Rau           | 23 stycznia 2008 – 13 marca 2010    |
| Siergiej Diaczenko   | 13 marca 2010 – styczeń 2012        |
| Kajrat Kożamżarow    | 21 stycznia 2012 – 21 stycznia 2013 |
| Kosman Ajtmuchametow | styczeń 2013 – maj 2014             |
| Siergiej Kułagin     | 27 maja 2014 – 14 marca 2017        |
| Mäłyk Myrzalin       | 14 marca 2017 – 19 marca 2019       |
| Jermek Marżykpajew   | od 19 marca 2019                    |

### Obwód aktiubiński
| Akim                 | Lata sprawowania urzędu           |
| -------------------- | --------------------------------- |
| Jewgienij Zołotariow | styczeń 1990 – luty 1992          |
| Szałban Kułmachanow  | luty 1992 – październik 1993      |
| Sawielij Paczin      | październik 1993 – wrzesień 1995  |
| Asłan Musin          | wrzesień 1995 – kwiecień 2002     |
| Jermek Imantajew     | kwiecień 2002 – lipiec 2004       |
| Jełeusyn Sagyndykow  | 10 lipca 2004 – 22 lipca 2011     |
| Archimed Muchambetow | 22 lipca 2011 – 11 września 2015  |
| Berdybek Saparbajew  | 11 września 2015 – 25 lutego 2019 |
| Ondasyn Orazalin     | od 26 lutego 2019                 |

### Obwód ałmacki
| Akim                | Lata sprawowania urzędu              |
| ------------------- | ------------------------------------ |
| Achmetżan Jesymow   | luty 1992 – październik 1994         |
| Ömyrzak Özbekow     | październik 1994 – 1996              |
| Seryk Umbetow       | 1996 – grudzień 1997                 |
| Zamanbek Nurkadyłow | grudzień 1997 – maj 2001             |
| Szałban Kułmachanow | maj 2001 – 11 sierpnia 2005          |
| Seryk Umbetow       | 11 sierpnia 2005 – 13 kwietnia 2011  |
| Ansar Musachanow    | 13 kwietnia 2011 – 20 sierpnia 2014  |
| Amandyk Batałow     | 20 sierpnia 2014 – 24 listopada 2021 |
| Kanat Bozymbajew    | od 24 listopada 2021                 |

### Obwód atyrauski
| Akim                     | Lata sprawowania urzędu               |
| ------------------------ | ------------------------------------- |
| Sagat Tugelbajew         | luty 1992 – październik 1994          |
| Rawil Czerdabajew        | 1994 – luty 1999                      |
| Imangali Tasmagambetow   | luty 1999 – grudzień 2000             |
| Serykbek Däukejew        | grudzień 2000 – kwiecień 2002         |
| Asłan Musin              | 3 kwietnia 2002 – 6 października 2006 |
| Biergiej Ryskaliew       | październik 2006 – sierpień 2012      |
| Baktykoża Izmuchambietow | 15 sierpnia 2012 – 26 marca 2016      |
| Nurłan Nogajew           | od 26 marca 2016 – 16 grudnia 2019    |
| Machambet Dosmuchambetow | 18 grudnia 2019 – 7 kwietnia 2022     |
| Seryk Szapkenow          | od 7 kwietnia 2022                    |

### Obwód karagandyjski
| Akim                   | Lata sprawowania urzędu              |
| ---------------------- | ------------------------------------ |
| Ideał Musalimow        | 1990 – 1991                          |
| Piotr Niefiodow        | 1992 – 1997                          |
| Mäżyt Jesenbajew       | lipiec 1997 – październik 1999       |
| Kamałtin Muchamedżanow | październik 1999 – 19 stycznia 2006  |
| Nurłan Nigmatulin      | 19 stycznia 2006 – 19 listopada 2009 |
| Seryk Achmetow         | 19 listopada 2009 – 20 stycznia 2012 |
| Äbyłgazy Kusajynow     | 20 stycznia 2012 – 28 stycznia 2013  |
| Bauyrżan Äbdyszew      | 29 stycznia 2013 – 20 czerwca 2014   |
| Nurchambet Äbdybekow   | 20 czerwca 2014 – 14 marca 2017      |
| Jerłan Koszanow        | 14 marca 2017 – 18 września 2019     |
| Żenys Kasymbek         | od 19 września 2019                  |

### Obwód kustanajski
| Akim                 | Lata sprawowania urzędu             |
| -------------------- | ----------------------------------- |
| Nikołaj Kniaziew     | 1988 – 1992                         |
| Kenżebek Ukin        | 1992 – 1993                         |
| Bałtasz Tursymbajew  | 1993 – 1995                         |
| Toktarbaj Kadabajew  | 1995 – 1998                         |
| Ömyrżak Szökiejew    | sierpień 1998 – marzec 2004         |
| Siergiej Kułagin     | marzec 2004 – 20 stycznia 2012      |
| Nurały Säduakasow    | 20 stycznia 2012 – 11 września 2015 |
| Archimed Muchambetow | od 11 września 2015                 |

### Obwód kyzyłordyński
| Akim                  | Lata sprawowania urzędu            |
| --------------------- | ---------------------------------- |
| Sejylbek Szauchamanow | 1992 – wrzesień 1995               |
| Berdybek Saparbajew   | wrzesień 1995 – lipiec 1999        |
| Serykbaj Nurgisajew   | 28 lipca 1999 – kwiecień 2004      |
| Ikram Adyrbekow       | kwiecień 2004 – styczeń 2007       |
| Muchtar Kuł-Muchammed | styczeń 2007 – marzec 2008         |
| Bołatbek Kuandykow    | 12 marca 2008 – 17 stycznia 2013   |
| Kyrymbek Köszerbajew  | 17 stycznia 2013 – 28 czerwca 2019 |
| Kuanyszbek Yskakow    | 28 czerwca 2019 – 28 marca 2020    |
| Gülszara Äbdykalykowa | 28 marca – 7 kwietnia 2022         |
| Nurłybek Näłybajew    | od 7 kwietnia                      |

### Obwód mangystauski
| Akim                   | Lata sprawowania urzędu            |
| ---------------------- | ---------------------------------- |
| Fiodor Nowikow         | 1990 – 1993                        |
| Łäzzat Kiynow          | 1993 – 1995                        |
| Wiaczesław Lewitin     | wrzesień 1995 – październik 1997   |
| Nikołaj Bajew          | październik 1997 – 1999            |
| Łäzzat Kiynow          | 1999 – luty 2002                   |
| Bołat Pałymbetow       | luty 2002 – styczeń 2006           |
| Kyrymbek Köszerbajew   | 24 stycznia 2006 – 22 grudnia 2011 |
| Bauyrżan Muchametżanow | 22 grudnia 2011 – 18 stycznia 2013 |
| Ałik Ajdarbajew        | 18 stycznia 2013 – 14 marca 2017   |
| Jerały Togżanow        | 14 marca 2017 – 13 czerwca 2019    |
| Serykbaj Turymow       | 13 czerwca – 7 września 2021       |
| Nurłan Nogajew         | od 7 września 2021                 |

### Obwód pawłodarski
| Akim                | Lata sprawowania urzędu             |
| ------------------- | ----------------------------------- |
| Boris Isajew        | 1991 – 1992                         |
| Asygat Żabagin      | 1992 – 1993                         |
| Daniał Achmetow     | 1995 – 1997                         |
| Gałymżan Żakijanow  | wrzesień 1997 – listopad 2001       |
| Daniał Achmetow     | 2001 – czerwiec 2003                |
| Kajrat Nurpejysow   | 14 czerwca 2003 – wrzesień 2008     |
| Bakytżan Sagintajew | 30 września 2008 – 20 stycznia 2012 |
| Jerłan Aryn         | 20 stycznia 2012 – 20 grudnia 2013  |
| Kanat Bozymbajew    | 20 grudnia 2013 – 25 marca 2016     |
| Bołat Bakauow       | 25 marca 2016 – 21 stycznia 2020    |
| Äbylkajyr Skakow    | od 21 stycznia 2020                 |

### Obwód turkiestański
| Akim                | Lata sprawowania urzędu          |
| ------------------- | -------------------------------- |
| Żansejyt Tüjmebajew | 19 czerwca 2018 – 26 lutego 2019 |
| Umirzak Szukejew    | od 26 lutego 2019                |

#### Obwód południowokazachstański (1992–2018)
| Akim                   | Lata sprawowania urzędu               |
| ---------------------- | ------------------------------------- |
| Mars Urkumbajew        | luty 1992 – grudzień 1993             |
| Zauytbek Tursybek-tegy | grudzień 1993 – grudzień 1997         |
| Kałyk Abdułłajew       | grudzień 1997 – lipiec 1999           |
| Berdybek Saparbajew    | lipiec 1999 – sierpień 2002           |
| Bołat Żyłkyszijew      | 31 sierpnia 2002 – wrzesień 2006      |
| Ömyrżak Szökiejew      | wrzesień 2006 – sierpień 2007         |
| Nurgali Äszym          | 28 sierpnia 2007 – 4 marca 2009       |
| Askar Myrzachmetow     | 4 marca 2009 – 8 sierpnia 2015        |
| Bejbyt Atamkułow       | 8 sierpnia 2015 – 7 października 2016 |
| Żansejyt Tüjmebajew    | 7 października 2016 – 19 czerwca 2018 |

### Obwód północnokazachstański
| Akim                   | Lata sprawowania urzędu                |
| ---------------------- | -------------------------------------- |
| Swiatosław Miedwiediew | 1988 – 1992                            |
| Władimir Gartman       | 1992 – 1997                            |
| Daniał Achmetow        | 1997 – 1999                            |
| Każymurat Nagymanow    | październik 1999 – maj 2002            |
| Anatolij Smirnow       | 17 maja 2002 – 24 grudnia 2003         |
| Tajyr Mansurow         | 24 grudnia 2003 – 9 października 2007  |
| Seryk Byłäłow          | 9 października 2007 – 22 stycznia 2013 |
| Samat Jeskiendyrow     | 22 stycznia 2013 – 27 maja 2014        |
| Jeryk Sułtanow         | 27 maja 2014 – 14 marca 2017           |
| Kumar Aksakałow        | od 14 marca 2017                       |

### Obwód wschodniokazachstański
| Akim                 | Lata sprawowania urzędu              |
| -------------------- | ------------------------------------ |
| Abdymanat Omarow     | 1991 – 1992                          |
| Amangeldy Bektemisow | luty 1992 – 17 czerwca 1994          |
| Jurij Ławrinienko    | 17 czerwca 1994 – 30 listopada 1995  |
| Leonid Diesiatnik    | 30 listopada 1995 – 10 kwietnia 1996 |
| Każymurat Nagymanow  | 1996 – 1997                          |
| Witalij Miette       | 17 kwietnia 1997 – 26 lutego 2003    |
| Tałgatbek Abajdyłdin | 27 lutego 2003 – 8 grudnia 2004      |
| Wiktor Chrapunow     | 8 grudnia 2004 – 11 stycznia 2007    |
| Żänybek Kärybżanow   | styczeń 2007 – maj 2008              |
| Adyłgazy Biergieniew | 7 maja 2008 – 4 marca 2009           |
| Berdybek Saparbajew  | 4 marca 2009 – 11 listopada 2014     |
| Daniał Achmetow      | od 11 listopada 2014                 |

### Obwód zachodniokazachstański
| Akim                     | Lata sprawowania urzędu              |
| ------------------------ | ------------------------------------ |
| Näżymiedien Jeskalijew   | luty 1992 – styczeń 1993             |
| Kabibołła Żakypow        | styczeń 1993 – 18 grudnia 2000       |
| Kyrymbek Köszerbajew     | 18 grudnia 2000 – listopad 2003      |
| Nurgali Äszym            | 18 listopada 2003 – 28 sierpnia 2007 |
| Baktykoża Izmuchambietow | 28 sierpnia 2007 – 20 stycznia 2012  |
| Nurłan Nogajew           | 20 stycznia 2012 – 26 marca 2016     |
| Ałtaj Köłgynow           | od 26 marca 2016 – 13 czerwca 2019   |
| Gali Jeskalijew          | od 13 czerwca 2019                   |

### Obwód żambylski
| Akim                | Lata sprawowania urzędu             |
| ------------------- | ----------------------------------- |
| Ömyrbek Bäjgełdy    | 1990 – 1995                         |
| Amałbek Tszanow     | październik 1995 – styczeń 1998     |
| Sarybaj Kałmyrzajew | 1998 – 1999                         |
| Seryk Umbetow       | luty 1999 – 14 maja 2004            |
| Börybaj Żeksembin   | 14 maja 2004 – 30 listopada 2009    |
| Kanat Bozymbajew    | 30 listopada 2009 – 20 grudnia 2013 |
| Kärym Kökyrekbajew  | 20 grudnia 2013 – 10 stycznia 2018  |
| Askar Myrzachmetow  | 10 stycznia 2018 – 10 lutego 2020   |
| Berdybek Saparbajew | 10 lutego – 7 kwietnia 2022         |
| Nurżan Nurżygytow   | od 7 kwietnia 2022                  |

## Miasta wydzielone

### Ałmaty
| Akim                   | Lata sprawowania urzędu            |
| ---------------------- | ---------------------------------- |
| Zamanbek Nurkadyłow    | marzec 1991 – czerwiec 1994        |
| Szałban Kułmachanow    | czerwiec 1994 – czerwiec 1997      |
| Wiktor Chrapunow       | 16 czerwca 1997 – 9 grudnia 2004   |
| Imangali Tasmagambetow | 9 grudnia 2004 – 4 kwietnia 2008   |
| Achmetżan Jesymow      | 4 kwietnia 2008 – 9 sierpnia 2015  |
| Bauyrżan Bajbek        | 9 sierpnia 2015 – 28 czerwca 2019  |
| Bakytżan Sagintajew    | 28 czerwca 2019 – 31 stycznia 2022 |
| Jerbołat Dosajew       | od 31 stycznia 2022                |

### Astana
| Akim                     | Lata sprawowania urzędu                |
| ------------------------ | -------------------------------------- |
| Adilbiek Dżaksybiekow    | 10 grudnia 1997 – czerwiec 2003        |
| Temyrchan Dosmuchanbetow | czerwiec 2003 – marzec 2004            |
| Ömyrżak Szökiejew        | marzec 2004 – wrzesień 2006            |
| Askar Mamin              | 21 września 2006 – 4 kwietnia 2008     |
| Imangali Tasmagambetow   | 4 kwietnia 2008 – 22 października 2014 |
| Adilbiek Dżaksybiekow    | 22 października 2014 – 21 czerwca 2016 |
| Äset Isekieszew          | 21 czerwca 2016 – 10 września 2018     |
| Bakyt Sułtanow           | 10 września 2018 – 13 czerwca 2019     |
| Ałtaj Köłgynow           | od 13 czerwca 2019                     |

### Szymkent
| Akim                   | Lata sprawowania urzędu                 |
| ---------------------- | --------------------------------------- |
| Amałbek Tyszanow       | 21 lutego 1922 – 15 grudnia 1993        |
| Sejyt Belgibajew       | 15 grudnia 1993 — 16 października 1995  |
| Anarbek Orman          | 16 października 1995 – 14 grudnia 1997  |
| Kyłyszbek Izbaschanow  | 14 grudnia 1997 – 14 maja 1999          |
| Töretaj Bekżygitow     | 14 maja 1999 – 17 stycznia 2001         |
| Bołat Żyłkyszyjew      | 15 marca 2001 – sierpień 2002           |
| Gałymżan Żumżajew      | 10 września 2002 – 17 lutego 2006       |
| Anarbek Orman          | 17 września 2006 – 19 lutego 2008       |
| Arman Żeptysbajew      | 19 lutego 2008 – 24 kwietnia 2012       |
| Kajrat Mołdaseitow     | 24 kwietnia 2012 – 27 maja 2013         |
| Darchan Satybałdy      | 27 maja 2013 – 19 sierpnia 2015         |
| Gabidołła Äbdyrachymow | 19 sierpnia 2015 – 31 października 2017 |
| Nurłan Sauranbajew     | 7 listopada 2017 – 19 czerwca 2018      |
| Gabidołła Äbdyrachymow | 20 czerwca 2018 – 30 lipca 2019         |
| Jerłan Ajtachanow      | 30 lipca 2019 – 31 stycznia 2020        |
| Murat Äjtenow          | od 21 stycznia 2020                     |

### Bajkonur
| Akim                  | Lata sprawowania urzędu         |
| --------------------- | ------------------------------- |
| Witalij Brynkin       | 1992 – 1994                     |
| Giennadij Dmitrijenko | 1994 – 2002                     |
| Aleksandr Miezencew   | 16 maja 2002 – 10 września 2013 |
| Anatolij Pietrenko    | 16 września 2013 — 30 maja 2017 |
| Konstantin Busygin    | od 30 maja 2017                 |

## Zlikwidowane obwody

### Obwód kokczetawski
| Akim                   | Lata sprawowania urzędu      |
| ---------------------- | ---------------------------- |
| Czapaj Äbutäłypow      | 1990 – 1991                  |
| Żänybek Kärybżanow     | luty 1992 – styczeń 1993     |
| Näżymiedien Jeskalijew | styczeń 1993 – listopad 1993 |
| Kyzyr Żumabajew        | listopad 1993 – 1996         |
| Dosboł Żangałow        | 1996 – 1997                  |

### Obwód semipałatyński
| Akim               | Lata sprawowania urzędu        |
| ------------------ | ------------------------------ |
| Wiaczesław Czernow | 1992 – 1995                    |
| Gałymżan Żakijanow | 1995 – 1997                    |
| Witalij Miette     | marzec 1997 – 17 kwietnia 1997 |

### Obwód tałdykurgański
| Akim              | Lata sprawowania urzędu |
| ----------------- | ----------------------- |
| Sagynbek Tursynow | 1990 – 1993             |
| Seryk Achymbekow  | 1993 – 1996             |
| Ömyrzak Özbekow   | 1996 – 1997             |

### Obwód turgajski
| Akim             | Lata sprawowania urzędu          |
| ---------------- | -------------------------------- |
| Siergiej Kułagin | luty 1992 – czerwiec 1993        |
| Żakan Kosabajew  | czerwiec 1993 – październik 1995 |
| Witalij Brynkin  | październik 1995 – kwiecień 1997 |

### Obwód żezkazgański
| Akim                | Lata sprawowania urzędu       |
| ------------------- | ----------------------------- |
| Grigorij Jurczenko  | 1992 – 1994                   |
| Albert Sałamatin    | 1994                          |
| Każymurat Nagymanow | sierpień 1994 – kwiecień 1996 |
| Jerłan Smaiłow      | kwiecień 1996 – 1997          |